# Sangalopsis selina
Sangalopsis selina là một loài bướm đêm trong họ Geometridae.